# Theobald Dächsel
Heinrich Theobald Dächsel (* 9. März 1855 in Hohenbocka, Landkreis Hoyerswerda, Niederschlesien; † 31. Juli 1940 in Militsch, Niederschlesien) war evangelischer Theologe, Bibelübersetzer, Pastor prim. und Superintendent.

## Familie
Er entstammte einer alten oberlausitzer Pfarrersfamilie und war der Sohn des evangelischen Theologen und Pfarrers August Dächsel (1818–1901) und der Friederike Vincentz (1821–1903). Die Familie Dächsel hatte verwandtschaftliche Bindung zur Familie des Philosophen Friedrich Nietzsche (1844–1900) und war über gemeinsame Vorfahren mit dem Dichter Gotthold Ephraim Lessing (1729–1781) verwandt.
Dächsel heiratete Else Schröter, die Tochter eines Militärarztes. Aus dieser Ehe stammten fünf Kinder.
Sein Onkel ist der königlich-preußische Justizrat Bernhard Dächsel.

## Leben
Dächsel studierte Evangelische Theologie an den Universitäten Halle und Breslau und war nach seiner Ordination am 1. Oktober 1879 zunächst Pfarrvikar in Freystadt, dann sechs Jahre Pfarrer in Arnsdorf im Landkreis Strehlen.
In den Jahren 1886–1925 war er Pastor prim. an der Gnadenkirche in Militsch (Niederschlesien). Dort wirkte er 1894–1925 zugleich als Superintendent der Diözese Militsch-Trachenberg und war Mitglied der schlesischen Provinzialsynode. Später als Mitglied der preußischen Generalsynode wurde er auch als Mitglied in das Spruchkollegium für Lehrsachen gewählt. Am 1. April 1925 ging er in den Ruhestand und verbrachte seinen Lebensabend in Militsch.
Dächsel verfügte über ein großes theologisches und historisches Wissen sowie über eine große Rednergabe: „Man musste zuhören, ganz gleich, ob man seinen Ausführungen zustimmte oder sie ablehnte. Gefürchtet war er als Debattenredner.“

## Wirken
Nach der Veröffentlichung seiner Broschüre „Die Bedeutung des heiligen Abendmahls für den Auf- und Ausbau des kirchlichen Gemeindelebens“ wurde gegen ihn ein Disziplinarverfahren mit dem Ziel der Amtsenthebung eingeleitet, das er aber abwehren konnte und das mit einer „ermunternden Anerkennung“ seitens des Kirchenrates endete.
Durch seine Initiative und sein Engagement erreichte er den Neubau von fünf Kirchen, die Einrichtung von sieben neuen Pfarrstellen bzw. Pfarrvikariaten, die Gründung eines Kirchspiels in Wildbahn, Kreis Militsch, und die Schaffung mehrerer Predigtplätze.
Dächsel ist durch sein Hauptwerk „Paulus“, mit dem er sich 40 Jahre beschäftigte, und die Übersetzung des Neuen Testaments von 1928 noch heute bekannt. Er verfolgte in seinen Arbeiten das Ziel, die bisherige, unter dem verderblichen Einfluss der Vulgata des Hieronymus stehende Auslegung dadurch zu korrigieren, dass er die Begriffe aus dem nachgewiesenen technischen Gebrauch der Wörter erklärte und so einen völlig neuen, überraschenden Sinn entdeckte. Doch hat seine etwas eigenwillige Gelehrsamkeit eine nachhaltige Wirkung nicht erreichen können.
Für die Herausgabe seiner Übersetzung der griechischen „Die Schriften des Neuen Testaments“, an der er 30 Jahre gearbeitet hatte, fand er lange keinen Verlag, bis endlich das Adalbert-Diakonissen-Mutterhaus in Kraschnitz (Kr. Militsch) das Risiko der Veröffentlichung wagte. Dies war die Einlösung einer Dankesschuld des Mutterhauses, da Dächsel im Jahr 1901 das Haus „vor dem Untergang gerettet“ hatte.

## Ehrungen
Ehrendoktor der theologischen Fakultät der Universität Breslau (1935)

## Bibliografie
- Evangelien Predigten, 1898.
- Die Bedeutung des heiligen Abendmahls für den Auf- und Ausbau des kirchlichen Gemeindelebens, 1905.
- Kulturgeschichtliche Streifzüge durch die Paulinischen Schriften, 1910.
- Paulus, der Apostel Jesu Christi, Sein Lebenswerk und seine Briefe in wort- und sinngetreuer Verdeutung, 2 Bände, 1913.
- Die Schriften des Neuen Testaments nach ihrem ursprünglichen Wortsinne in die deutsche Sprache der Gegenwart und sinngetreu übertragen, Göppingen 1928.
- Der Brief St. Pauli an die Römer in seinem ursprünglichen Wortsinne und Gedankengange ermittelt und dargelegt, aus dem Griechischen mit exegetischen Erläuterungen und neuartiger Einteilung der Interpretation, 1935.